# The Battle of Hastings
The Battle of Hastings  is het vijfentwintigste album van de Britse progressieve rockband Caravan. Het is het eerste album na lange tijd waar weer nieuwe muziek op te beluisteren is.

## Tracklist
1. It's A Sad Sad Affair - 3:23 (Pye Hastings)
2. Somewhere In Your Heart - 5:43 (Pye Hastings)
3. Cold As Ice - 4:09 (Pye Hastings)
4. Liar - 6:07 (Pye Hastings)
5. Don't Want Love - 6:48 (Pye Hastings)
6. Travelling Ways - 3:52 (David Sinclair)
7. This Time - 5:18 (Pye Hastings)
8. If It Wasn't For Your Ego - 3:35 (Pye Hastings)
9. It's Not Real - 5:30 (Pye Hastings)
10. Wendy Wants Another 6" Mole - 2:26 (Pye Hastings)
11. I Know Why You're Laughing - 5:30 (Pye Hastings)

De Japanse versie van het album heeft één extra track:
"Chance Of A Lifetime" (akoestische versie)

## Bezetting
- Pye Hastings, zang, gitaar
- Richard Coughlan, drums
- Jim Leverton, basgitaar, zang
- David Sinclair keyboards
- Geoff Richardson altviool, viool, klarinet, gitaar, mandoline, zang
- Jimmy Hastings tenorsaxofoon, sopraansaxofoon, dwarsfluit